# Spindlerpass
Der Spindlerpass (polnisch Przełęcz Karkonoska) ist ein Gebirgspass im zentralen Riesengebirge. Er verbindet das polnische Podgórzyn (Giersdorf) mit dem tschechischen Špindlerův Mlýn (Spindlermühle). Über den Pass verläuft die Wasserscheide zwischen Elbe und Oder sowie die Staatsgrenze zwischen Polen und Tschechien.

## Lage
Der Hauptkamm des Riesengebirges verläuft großteils in west-östlicher Richtung und bildet seit 1945 die Grenze zwischen Polen und Tschechien. Die auch „Preußischer“ oder „Schlesischer Kamm“ genannte Gipfelkette wird ziemlich genau in der Mitte durch die Einsattelung am Spindlerpass und der Mädelwiese (pl. Dołek) in eine westliche und östliche Hälfte geteilt. Hier liegt der Pass zwischen der Kleinen Sturmhaube (pl. Mały Szyszak, cs. Malý Šišák) im Osten und den Mädelsteinen (pl. Śląskie Kamienie, cs. Dívčí kameny) im Westen.

## Namen
Kurz nach dem Zweiten Weltkrieg und der Vertreibung der deutschen Bevölkerung wurde der Pass in „Przełęcz Szpindlerowska“ umbenannt. Die heutige polnische Bezeichnung „Przełęcz Karkonoska“ für das es keine Entsprechung im Tschechischen gibt. Das oft genannte „Slezské sedlo“ ist der tschechische Namen für beide Pässe oder nur für den etwas mehr als 500 Meter westlich gelegenen Pass an der Mädelwiese (pl. Przełęcz Dołek), der früher auch Löchel genannt wurde und mit 1178 Metern die tiefste Stelle des Kammes ist. Dies war vor dem Waldsterben die einzige Stelle, wo der Wald bis hinauf zum Kamm reichte und den Eindruck eines Lochs in der Gipfelkette vom Tal aus noch verstärkte.

## Geschichte
Als niedrigste Stelle ist die Einsattelung des Hauptkamms wohl seit jeher bekannt. Mit Sicherheit wurde der Pass von Reisenden benutzt, die über den Schlesierweg kamen. Diese alte Handelsstraße verband bereits Mitte des 12. Jahrhunderts Vrchlabí (Hohenelbe) mit den niederschlesischen Städten. Der Weg trug entscheidend zur Besiedelung des Riesengebirges bei und kreuzt noch heute als Weg der polnisch-tschechischen Freundschaft (Kammweg) den Pass.
Aus der ersten Hälfte des 16. Jahrhunderts stammen die ersten schriftlichen Zeugnisse von Spindlermühle, wo bereits seit dem Jahre 1516 Silber und Kupfer gefördert wurde. Dementsprechend gewann auch der Sattel am Spindlerpass mehr und mehr wirtschaftliche Bedeutung. Mit dem Dreißigjährigen Krieg kam der Bergbau zum Erliegen und viele Menschen flohen vor marodierenden Truppen.
1740 wurde die Alte Erlebachbaude auf einer Höhe von 1150 Metern als erste Baude am Spindlerpass errichtet. Obwohl das Datum mit dem Beginn des Ersten Schlesischen Kriegs identisch ist, besteht vermutlich kein Zusammenhang. Doch wurde der vom Zollamt in Friedrichsthal (seit 1945 Bedřichov) kontrollierte, schlecht passierbare Weg über den Sattel für den Handel mit Preußen wesentlich. 1784 wurde die Baude erneuert, weshalb andere Quellen dieses Datum als Gründungsjahr angeben.
Die zweitgrößte der Bauden am Spindlerpass ist die Adolfbaude auf 1200 Metern Höhe. Sie trug ursprünglich den Namen „Alte Spindlerbaude“. Bauherr soll im Jahr 1811 der Friedrichsthaler Ortsrichter Franz Spindler gewesen sein, ein Nachkomme des 1702 geborenen Müllermeisters Franz Spindler, von dessen „Spindlermühle“ sich der Namen des heutigen Kurorts herleitet. Heute trägt sie den Namen „Lužická bouda“ (Lausitzer Baude).
1824 wurde die jetzige Spindlerbaude errichtet. Sie steht ganz oben auf dem Kamm in einer Höhe von 1208 Metern und wurde von dem zuvor genannten Richter Spindler erbaut.
Einhundert Jahre später entstand neben der „Alten Erlebachbaude“ (Erlebachova bouda) die 1924 errichtete „Neue Erlebachbaude“, die nach ihrer Besitzerin Gabriele Erlebach auch „Gabibaude“ genannt wurde. In der Zwischenzeit wurden alle Bauden ausgebaut oder nach einem Brand, wie 1885 die Spindlerbaude, neu errichtet. Der Tourismus hatte seinen Siegeszug seit den 1830er Jahren immer weiter fortgesetzt und 1929 wurde das „Jugendkammhaus Rübezahl“ als Jugendherberge eingeweiht. Heute trägt sie als PTTK-Herberge den Namen „Schronisko Odrodzenie“, das mit „Jugendherberge Auferstehung“ übersetzt werden kann.
1914 wurde mit dem Bau des tschechischen Abschnitts der Spindlerpass-Straße begonnen, die im Herbst 1923 mit einem Kostenaufwand von 736.000 Kronen bis zur Passhöhe fertiggestellt wurde. Auf schlesischer Seite war der Ausbau der Autofahrstraße als Teilstück der späteren Sudetenstraße für das Jahr 1930 geplant. Doch kam man mit den Maßnahmen nicht recht voran. Ein Zwischenergebnis konnte erst im Jahr 1937 erreicht werden, als der bereits in den Jahren 1902–1904 durch die Gräflich Schaffgotsche Forstverwaltung angelegte Weg zwischen Giersdorf und Baberhäuser (seit 1945 Borowice) asphaltiert wurde.

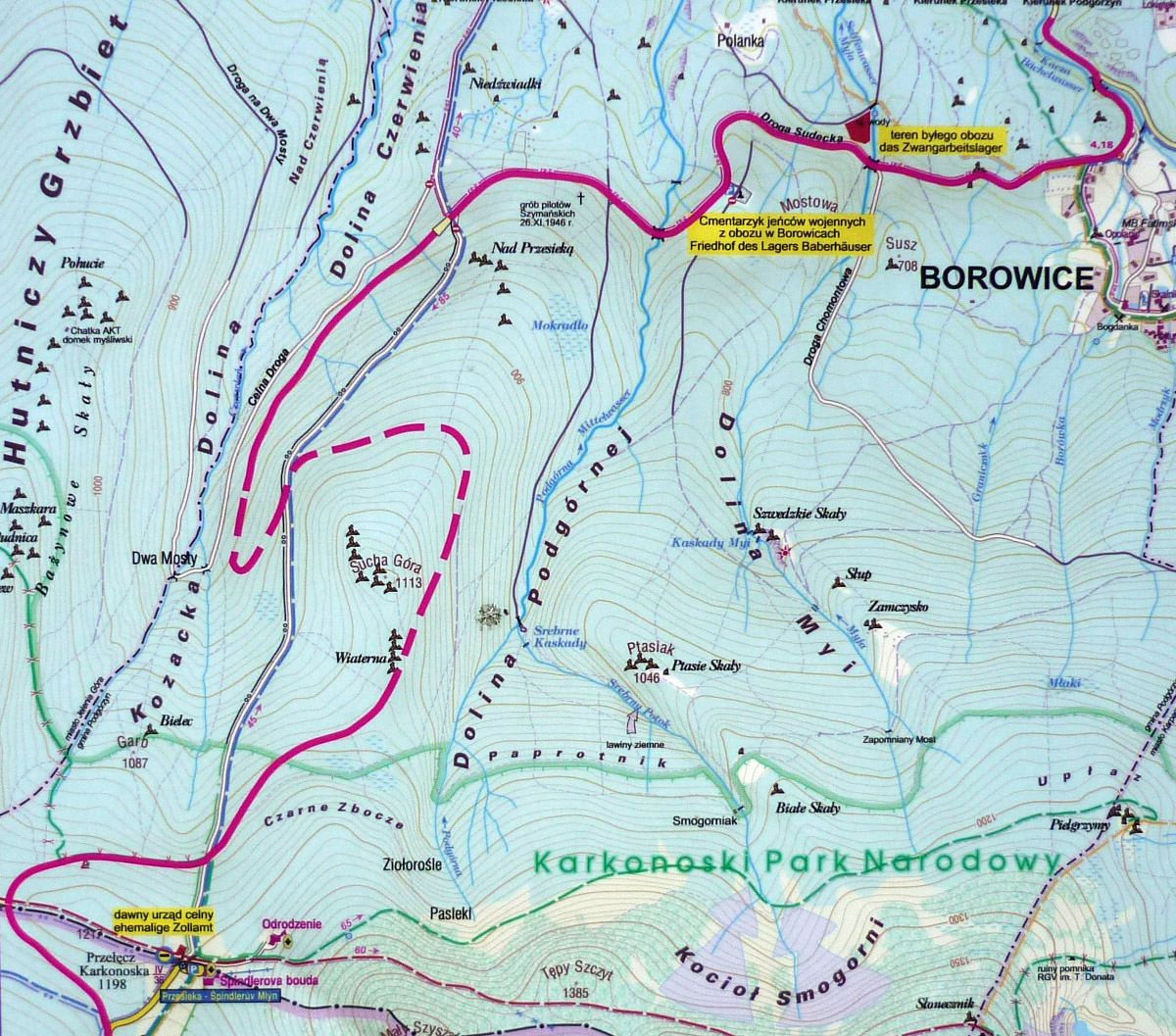
Die geplante Spindlerpass-Straße

Mit dem Münchner Abkommen 1938 musste Tschechoslowakei das Sudetenland an das Deutsche Reich abtreten. Danach wurde mit dem Bau des Teilstücks von Baberhäuser in Richtung Spindlerpass begonnen. 1939/40 wurde ein vier Meter breiter, provisorischer Fahrweg von der „Saftquetsche“ in Hain (heute Przesieka) bis zur Spindlerbaude fertiggestellt. Mit dem Beginn des Zweiten Weltkriegs wurde in Baberhäuser das Kriegsgefangenenlager „Kommando Stalag VIII A Waldlager“ errichtet und dessen Insassen unter unmenschlichen Bedingungen beim Bau eingesetzt. 1941 war die Passstraße auf der ganzen Länge (15,5 km) von Hain bis Spindlermühle mit dem Auto befahrbar.
Während der Bauarbeiten starben viele Häftlinge durch Mangelernährung und Schwerstarbeit an Erschöpfung und Krankheiten. Schließlich kam das Bauvorhaben erneut ins Stocken und der vollständige Ausbau der Teilstrecke Hain – Spindlerbaude (6 km) musste wegen der näher rückenden Kriegsfront aufgegeben werden. Das Lager wurde aufgelöst und die verbliebenen Gefangenen erschossen. Die gesamte Zahl der Opfer wird auf 800–1000 Personen geschätzt.
Nach Kriegsende, etwa von 1945 bis 1948, wurden die deutschen Bewohner der Bauden am Spindlerpass, entlang der Passstraße und in der Umgebung im Rahmen der Beneš-Dekrete vertrieben und die Gebäude in Erholungsheime des staatlichen Gewerkschaftsbundes (ROH) umgewandelt.
1959 wurde aufgrund des immer stärker werdenden Tourismus zunächst in Polen mit dem Karkonoski Park Narodowy (KPN, Nationalpark Riesengebirge) ein Naturreservat eingerichtet, das vor allem die Hoch- und Gipfellagen des Gebirges unter Schutz stellte. 1963 folgte dann die Tschechoslowakei mit dem Krkonošský národní park (KRNAP, Nationalpark Riesengebirge) und einem ähnlichen Schutzprogramm, von dem die Kammregion am Pass nicht ausgenommen wurde und daher Auswirkung auf mögliche Straßenbaupläne hatte.
In den 1970er Jahren wurde auf polnischer Seite der Bau der fehlenden Teilstücke neu projektiert, doch das Vorhaben wurde wieder gestoppt und lediglich die bereits fertiggestellten Teile neu asphaltiert. Noch heute ist der daran anschließende, niemals fertig gebaute Abschnitt der Strecke ab der Kreuzung mit dem blau markierten Wanderweg nach Hain auf einer Länge von etwa einem Kilometer befestigt. Danach folgt ein pfadartiger Weg, der den geplanten Kehrenverlauf nach Nordosten nachzeichnet, und dann wieder auf den blau markierten Wanderweg entlang der provisorischen, heute asphaltierten Fahrstraße trifft. Es schließt sich ein als Wirtschaftsweg befestigter Weg nach Nordosten an, der den Berg Sucha Góra umrundet. Die obersten 1,5 Kilometer vor dem eigentlichen Spindlerpass sind dann wieder als breiter Wirtschaftsweg ausgebaut, der die provisorische Fahrstraße erneut kreuzt.
Im Jahr 1989 brachte die Samtene Revolution eine politische Wende, in deren Verlauf die zuvor staatlich bewirtschafteten Erholungsheime reprivatisiert und in moderne Sporthotels verwandelt wurden.

## Tourismus
Außer den bereits genannten Bauden und Hotels, die auf historische Bergbauden zurückgehen, seien noch genannt: die Mährische Baude (Moravská Bouda), die Josefbaude (Josefova bouda) sowie die 2011 abgebrannte Peterbaude (Petrova Bouda), die an der Mädelwiese stand.
Passhöhe und Wanderparkplatz sind mit dem Auto oder dem Bus von Spindlermühle aus ganzjährig erreichbar. Die Straße auf der polnischen Nordseite ist dagegen für den Autoverkehr ganzjährig gesperrt. Sie zählt zu den steilsten Fahrwegen in Polen mit Gefällen von durchschnittlich 7,2 und maximal 24 Prozent und obwohl die Straßenqualität sehr schlecht ist, ist der Pass bei Bergradsportlern und Mountainbikern sehr beliebt.

## Galerie

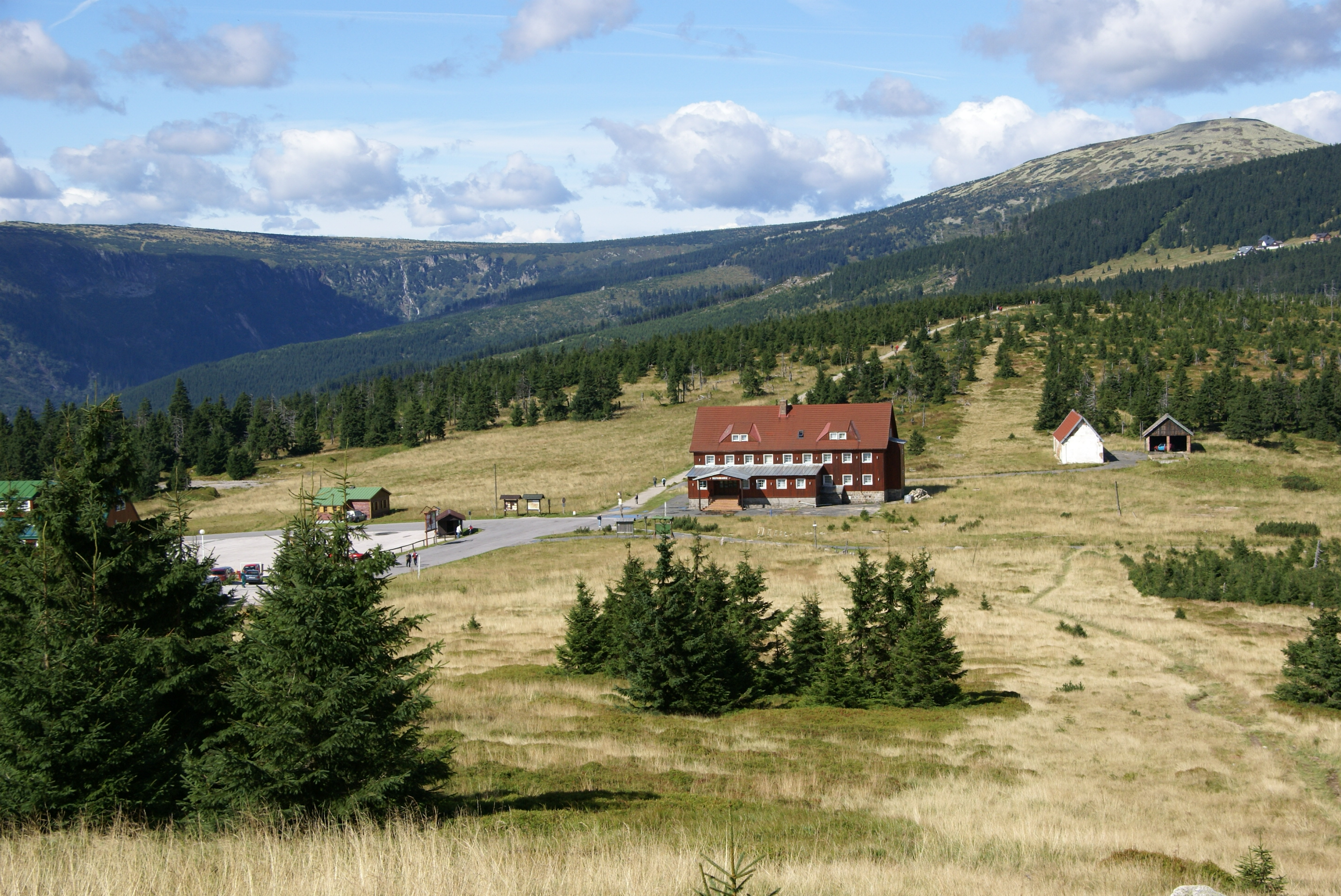
Der Spindlerpass mit Blick auf das Hohe Rad.
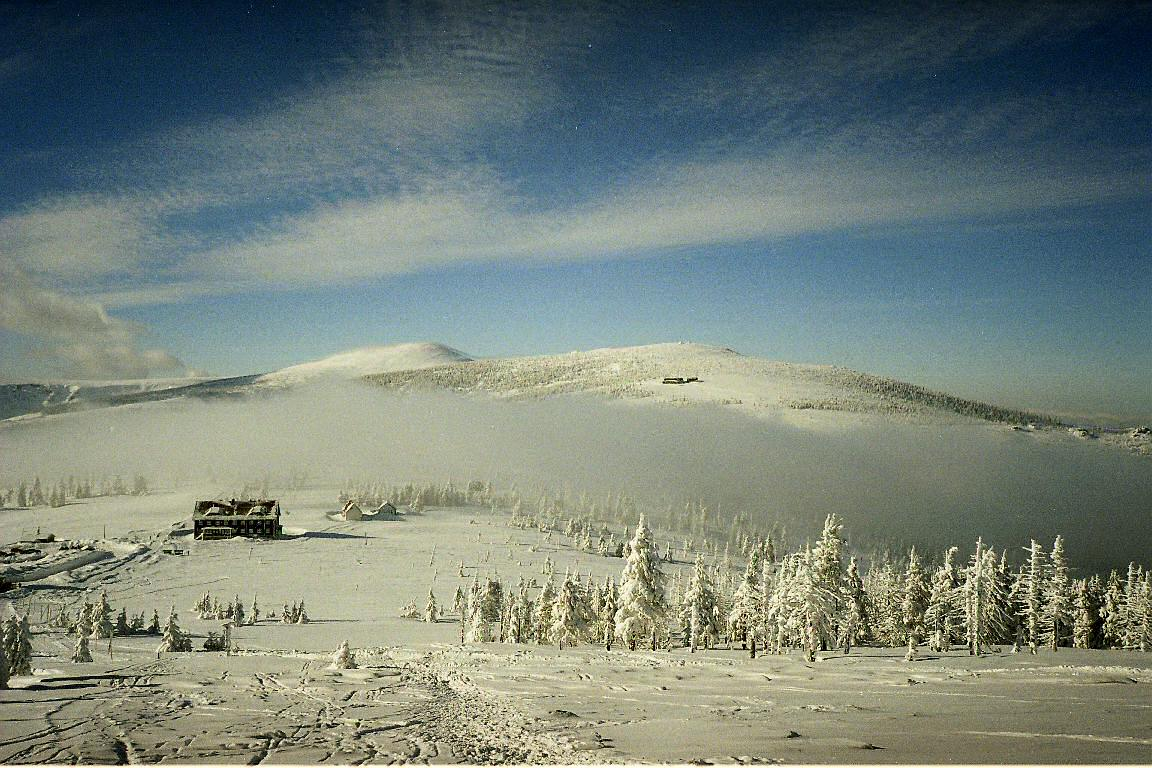
Blick von der Kleinen Sturmhaube auf den Spindlerpass im Januar 2005.
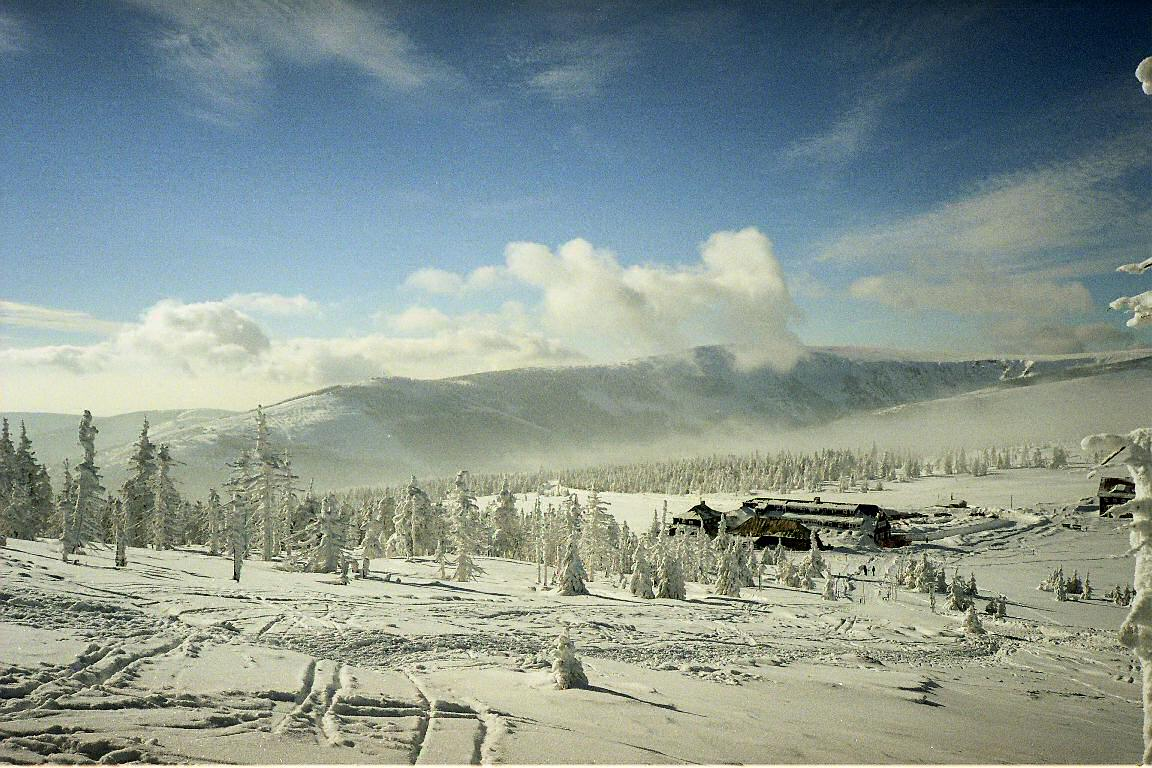
Das Hotel Špindlerova Bouda am Spindlerpass. Blick von der Kleinen Sturmhaube im Januar 2005.
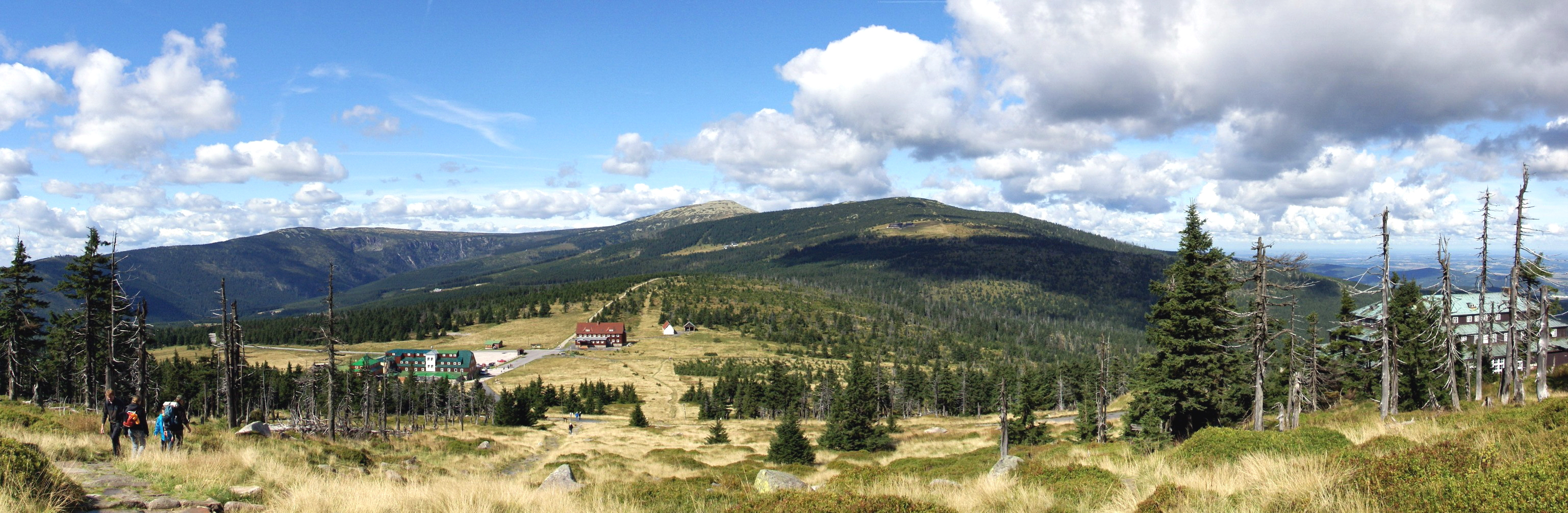
Panorama am Spindlerpass (von links nach rechts: Spindlerbaude, ehemalige Grenzwache und Schronisko Odrodzenie)